# Bjartmar Gjerde

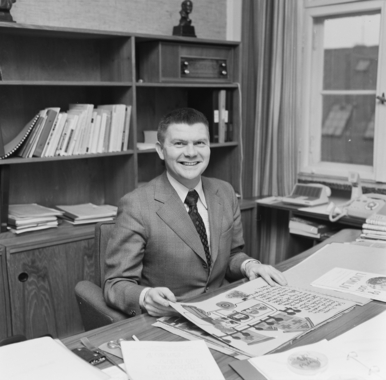
Bjartmar Gjerde (1973)

Bjartmar Gjerde (* 6. November 1931 in Sande, Fylke Møre og Romsdal; † 28. November 2009 in Oslo) war ein norwegischer Politiker der Arbeiderpartiet, der zwischen 1971 und 1972 sowie erneut von 1973 bis 1976 Minister für Kirchen und Unterricht, danach zwischen 1976 und 1978 Industrieminister sowie anschließend von 1978 bis 1980 erster norwegischer Minister für Öl und Energie war. Danach war er zwischen 1981 und 1989 Intendant des Norwegischen Reichsrundfunk NRK (Norsk rikskringkasting).

## Leben

### Journalist, Vorsitzender des AUF sowie Generalsekretär des AOF
Gjerde, Sohn des Kleinbauern Hjalmar Gjerde und dessen Ehefrau Astrid Øvrelid, arbeitete nach der Schulausbildung von 1948 bis 1953 als Journalist bei der Tageszeitung Sunnmøre Arbeideravis und absolvierte 1950 Kurse an der Volkshochschule (Folkehøyskole). Im Anschluss war er zwischen 1953 und 1958 Redakteur bei Fritt Slag, der Zeitung des Jugendverbandes der Arbeiderpartiet AUF (Arbeidernes Ungdomsfylking).
Im Anschluss wurde Gjerde 1958 Nachfolger von Reidar Hirsti als Vorsitzer des Arbeidernes Ungdomsfylking und bekleidete diese Funktion bis zu seiner Ablösung durch Reiulf Steen 1961. In dieser Funktion war er kraft Amtes von 1958 bis 1961 Mitglied des Staatlichen Jugendrates (Statens Ungdomsråd).
Nach einer einjährigen Tätigkeit zwischen 1961 und 1962 als Sekretär der Fraktion der Arbeiterpartei im Storting war er von 1963 bis 1981 Generalsekretär des Verbandes für Arbeiter-Erwachsenenbildung AOF (Arbeidernes Opplysningsforbund). Während dieser Zeit absolvierte er 1964 einen Studienaufenthalt an der Harvard University und war daneben Mitglied des Rundfunkrates (Kringkastingsrådet) von 1963 bis 1974, Mitglied des Norwegischen Kulturrates (Norsk Kulturråd) zwischen 1965 und 1985 sowie Mitglied des Rates für Erwachsenenbildung (Voksenopplæringsrådet) von 1966 bis 1971.

### Vize-Mitglied des Storting und Minister
Bei der Wahl vom 13. September 1965 wurde Gjerde als Kandidat der Arbeiderpartiet (Ap) für Oslo zum Vize-Mitglied des Storting gewählt und übte diese Funktion bis zur Wahl am 8. September 1969 aus. Danach war er zwischen 1969 und 1972 Vorsitzender der Ap in Oslo.
Am 17. März 1971 wurde er von Ministerpräsident Trygve Bratteli als Minister für Kirchen und Unterricht (Kirke- og Undervisningsminister) in dessen erste Regierung berufen, der er bis zum Ende von Brattelis Amtszeit am 18. Oktober 1972 angehörte.
Daneben wurde er 1972 Mitglied des Zentralvorstandes der Arbeiderpartiet und gehörte diesem bis 1981 an.
Das Amt des Ministers für Kirchen und Unterricht bekleidete er auch in der zweiten Regierung von Ministerpräsident Bratteli in der Zeit vom 16. Oktober 1973 bis zum 15. Januar 1976.
In der Regierung von Odvar Nordli, Brattelis Nachfolger als Ministerpräsident, wurde er am 15. Januar 1976 zunächst Industrieminister (Industriminister). Danach übernahm er am 11. Januar 1978 das neu geschaffene Amt des Ministers für Öl und Energie (Olje- og Energiminister), das aus dem Industrieministerium ausgegliedert wurde. Dieses Ministeramt bekleidete er bis zu seiner Ablösung durch Arvid Johanson im Rahmen einer erneuten Umbildung der Regierung Nordli am 3. Oktober 1980.

### Intendant des NRK
Nach seinem Ausscheiden aus der Regierung wurde Gjerde 1981 Nachfolger von Torolf Elster als Intendant des Norwegischen Reichsrundfunk NRK (Norsk rikskringkasting). Diese Funktion bekleidete er bis zu seiner Ablösung durch Einar Førde 1989. In seine Amtszeit fielen in den 1980er Jahren der Ausbau der Regionalstudios sowie 1983 die Ausstrahlung von Teletext.
Nach Beendigung seiner Tätigkeit beim NRK wurde er 1989 Direktor des dem Ministerium für Kommunales und Arbeiten unterstehenden Staatlichen Arbeitsamtes AETAT (Arbeidsmarkedsetaten) und verblieb in dieser Funktion bis 1994. Zuletzt war er zwischen 1995 und 1997 Berater des Ministers für Kommunales und Arbeit.

## Veröffentlichungen
- Industrien og Nordsjøen, Mitautor Onar Onarheim, Oslo 1976
- Industriutvikling og energitilgang - muligheter og konsekvenser, Mitautor Rudolf Lindboe, Oslo 1979